# Братство друзів Фала
Братство друзів Фала (гал. Irmandades da Fala) — галісійська націоналістична організація, що існувала в 1916—1931 роках. Перша політична організація в Галісії, що використовувала виключно галісійську мову.

## Заснування
Галісійський письменник Ауреліо Рібальта 1915 року закликав захистити галісійську мову. У січні 1916 року брати Антон та Рамон Вільяр Понте розпочали в газеті «Голос Галісії» (La Voz de Galicia) кампанію з метою заснування «Ліги друзів галісійської мови». У березні Антон Вільяр Понте опублікував книжку «Галісійський  націоналізм.  Наше  регіональне твердження. Начерки для книги», в якій він закликав до захисту та використання галісійської мови.
Пропозиція була підтримана лідерами різних ідеологічних течій. Провідними діячами новоствореної організації стали Антон Лосада Діегез, а також традиціоналісти та ліберал-демократи.

## Програма
На з'їзді в місті Луго в листопаді 1918 року «Братство друзів Фала» затвердило свою програму. Головними її цілями були:
- повна автономія Галісії;
- муніципальна автономія;
- входження Галісії до складу Ліги Націй;
- федеральна унія з Португалією.

## Діяльність
1919 року на зібранні в Сантьяго-де-Компостелі рішенням «Братства» було встановлено дату відзначення Національного дня Галісії — 25 липня.
У 1923—1929 роках, під час диктатури Мігеля Прімо де Рівери, діяльність «Братства», як і більшості національних рухів, було припинено.
Після встановлення Другої республіки в 1931 році «Братство друзів Фала» відновило свою діяльність та було перетворене в «Партію Галегістів».